# Universität Kuwait
Die Universität Kuwait (englisch: Kuwait University; arabisch جامعة الكويت, DMG Ǧāmiʿat al-Kuwait) ist eine öffentliche Universität in Kuwait. Sie wurde 1966 gegründet und ist die bedeutendste Universität des Landes. Seine knapp 100.000 Absolventen nehmen häufig bedeutende und einflussreiche Positionen in Kuwait und umliegenden Golfstaaten ein. Im Ranking von Times Higher Education nahm die Universität 2023 Rang 201–250 in Asien ein.

## Geschichte
Die Universität Kuwait (KU) wurde im Oktober 1966 durch das Gesetz Nr. 29/1966 gegründet. Die Universität wurde am 27. November 1966 offiziell eingeweiht und umfasste ursprünglich das College of Science, das College of Arts, das College of Education und das College for Women. Mit der Zeit wurden neue Colleges geschaffen und die Institution mehrfach reorganisiert. 2021 wurde der neue Hauptcampus der Universität in al-Shadadiya eröffnet. Es fasst sechs verschiedene Standorte zusammen, welche zuvor über Kuwait-Stadt verstreut waren.

## Organisation
Die Universität hat 16 Colleges, in denen akademische Abteilungen untergebracht sind, sowie das College of Graduate Studies, das für die Graduiertenprogramme zuständig ist.
- Gesundheitswissenschaften
- Architektur
- Kunst
- Betriebswirtschaft
- Zahnmedizin
- Bildung
- Ingenieurwissenschaften und Petroleum
- Recht
- Biologie
- Medizin
- Pharmazie
- Öffentliche Gesundheit
- Wissenschaft
- Scharia und Islamstudien
- Sozialwissenschaften
- College of Graduate Studies

## Studierende
2023 studierten an der Universität laut Daten von Times Higher Education über 24.000 Studenten, davon waren knapp drei Viertel Frauen und 15 % Auslandsstudierende. An der Universität herrscht Geschlechtertrennung.

### Absolventen
- Dschabir Mubarak al-Hamad as-Sabah (1942–2024), Politiker
- Sabah al-Khaled al-Hamad as-Sabah (* 1953), Politiker
- Ahmad Nawaf al-Ahmad as-Sabah (* 1956), Politiker
- Chalid Maschal (* 1956), Führer der Terrororganisation Hamas
- Ahmad Fahd al-Ahmad as-Sabah (* 1963), Politiker und Sportfunktionär
- Safa Al Hashem (* 1964), Politikerin